# Phyto algeriensis
Phyto algeriensis är en tvåvingeart som beskrevs av Herting 1961. Phyto algeriensis ingår i släktet Phyto och familjen gråsuggeflugor.
Artens utbredningsområde är Algeriet. Inga underarter finns listade i Catalogue of Life.